# Sant Joan Baptista de Sant Joan del Pas
Sant Joan Baptista de Sant Joan del Pas és una església d'Ulldecona (Montsià) protegida com a bé cultural d'interès local.

## Descripció
Edifici que s'aixeca el centre de la plaça de l'església del barri de Sant Joan del Pas, a uns 4 quilòmetres del municipi d'Ulldecona. Construcció de planta rectangular, dividida en quatre trams, situant-se capelles entre els contraforts que, en l'últim tram, són el presbiteri i la sagristia. En l'alçat, murs homogenis totalment llisos, amb una senzilla fornícula central en el mur frontal del presbiteri on s'encaixa la figura de Sant Joan Baptista. Coberta amb volta de creueria amb arcs de mig punt i creuer amb garlandes decoratives i separat del mur inferior per una imposta dentada sobre petits permòdols En el mur sud de la façana hi ha una porta allindada de carreus de pedra i senzilla fornícula, buida i un ull de bou a sobre. En un lateral hi ha un campanar de secció quadrada.

## Història
El nucli de Sant Joan del Pas és documentat ja en el segle xiv. L'estructura actual de l'església de Sant Joan, sufragània de la d'Ulldecona, sembla que respon a una reconstrucció del temple original feta en el segle xviii.